# Хашимотов тиреоидитис
Хашимотов тиреоидитис (Hashimoto tireoiditis) је најучесталији тип запаљења штитасте жлезде. То је аутоимуни поремећај при којем организам ствара антитела која нападају штитасту жлезду.

## Назив
Болест је добила назив по јапанском лекару Др Хакару Хашимотоу (1881 – 1934). Он је први описао болест у свом научном раду из 1912. године који је објављен у Архиви за клиничку хирургију у Берлину и насловљен као Извјештај о лимфоматозним променама штитне жлезде. Касније је призната као аутоимуна болест која до тада није била позната у научним и медицинским круговима.

## Карактеристике
Хашимотов тиреоидитис је аутоимуно обољење штитасте жлезде које доводи до опадања њене активности а касније и до њене упале и постепеног разарања ткива штитасте жлезде услед поремећаја имуног система. Понекад узрокује отеклине на врату због увећања штитасте жлезде. Имуни систем својом грешком развија антитела која нападају жлезду и изазивају њено оштећење. Много чешће се јавља код жена него код мушкараца. Све чешће се открива код адолесцената и сасвим младих девојака.
Улога штитасте жлезде је да обезбеди довољне количине тироидних хормона Т4 (тироксин) и Т3 (тријодтиронин). Тироксин настаје искључиво у штитастој жлезди, док се Т3 синтетише у жлезди, али настаје дејонизацијом тироксина.
Ови хормони утичу на развој и метаболизам. Они убрзавају разградњу глукозе у ћелијама и гликогена у јетри, утичу на снагу и фреквенцу срчане радње, на квалитет контракције попречно-пругасте мускулатуре и на психичку активност. Директно су одговорни и за физички и ментални развој организма (делују на синтезу РНК).
Основно обележје ове хроничне аутоимуне болести је смањен ниво тиреоидних хормона (Т3 и Т4) односно хипотиреоза. Може се догодити да почетак болести прати пролазна хипертиреоза, док крајњи стадијум болести најчешће прати хипотиреоидизам. Дакле, у раним фазама болести Хашимото се може испољити као повећана функција штитне жлезде, са следећим симптомима: тахикардија, појачано знојење, губитак телесне масе... А након тога развијају се сасвим супротни симптоми: брадикардија (успорен рад срца ), одсуство знојења, добијање на тежини...

## Нивои развоја
Постоји пет нивоа развоја Хашимотове болести:
1. Хакару ХашимотоУ првој фази особа нема нити један знак болести и хорминални статус је у границама референтних вредности. Још увек нема  појаве антитела. Ова фаза зове се и нулта фаза. Ако у најближој породици неко пати од ове болести потребно је превенирати болест правилном исхраном, утврђивањем интолеранције на намирнице (Food Allergy Test) контролисати стање бактеријске цревне флоре (омогућити добру заштиту зида црева, смањити интестиналну пермеабилност тј. пропустљивост) суплементима, редовно се рекреирати и евентуално урадити генетска тестирања.
2. У другом стадијуму имуне ћелије почињу напад на штитну жлезду и почиње стварање антитела. Хормони тироидне жлезде су још увек у граничним вредностима.
3. У трећем, субклиничком стадијуму, штитаста жлезда полако почиње да губи способност синтезе хормона. Постоји средњи степен пораста ТСХ хормона, док су Т3 и Т4 у оквиру референтних вредности.
4. У четвртом стадијуму већи део штитне жлезде је разорен и лабораторијски тестови показују значајан пад производње хормона Т3 и фТ4. У овој фази најчешће се дијагностикује Хашимото и почиње се лечење.
5. У петом стадијуму јављају се и друге аутоимуне болести као што су целијакија, псоријаза, Сјогрен синдром, реуматоидни артритис, лупус, мултипла склероза и др.[6]

## Симптоми
Симптоми хипотиреозе су благи и наступају постепено, па се могу погрешно схватити као депресија. Како Хашимото обично подразумева увећање штитне жлезде са њеном смањеном функцијом, као пратећи симптоми јављају се:
- Умор, који отежава и најједноставније физичке активности
- Опадање способности концентрације и памћења
- Тешко буђење и поспаност већ у раним вечерњим сатима
- Склоност ка депресији и мрзовољи (губитак воље)
- Проређивање косе
- Нетолеранција на хладноћу
- Губитак знојења
- Гојазност (добијање на тежини уз исти унос хране)
- Успорен рад срца
- Успорени покрети и говор
- Болови у мишићима
- Сакупљање течности у организму (лице, руке, ноге...)
- Подбуле очи и сува, задебљала кожа
- Замагљен вид
- Повремени или веома чести затвори столице (опстипација)
- Поремећај менструације или обилна менструална крварења
- Пад либида
- Промуклост[3][1]

## Дијагностика
- Преглед ендокринолога
- Ултразвук предње стране врата
- Лабораторијске анализе хормона штитне жлезде и хипофизе ТСХ, као и анти ТПО и Анти Тг антитела[6]

## Компликације
Уколико се касно открије и неадекватно лечи Хашимотов тиреоидитис може довести до низа компликација, на првом месту оних који су у вези са поремећајем метаболизма. Ту спадају дијабетес, повећане вредности холестерола и триглицерида, кардиоваскуларне болести, инфаркт, деменција и неповратне промене ткива штитне жлезде.
Ако се не лечи, Хашимотов тиреоидитис може узроковати анемију, хипотермију (ниску температуру тела), низак пулс, успорен рад срца, епилептичне нападе.
Уколико болест дуго година остане непрепозната, имуни систем ће бити у дисбалансу, па постоји ризик да се развију и друге аутоимуне болести.

## Исхрана
- Недостатак јода у исхрани је главни узрок хипотиреозе и зато је важно уносити јод кроз јодирану со или намирнице богате јодом као што су морски плодови, риба, шкољке...
- На повољан рад штитасте жлезде утичу бројни витамини – витамин Ц, Е, Б2 или рибофлавин, Б3 или ниацин, Б6 или пиридоксин, минерали цинк и селен, аминокиселине тирозина које се налазе у млечним производима, риби, месу, махунастом поврћу. Саветује се унос плаве рибе, туне, скуше, харинге, лососа.
- Препоручује се и већи унос житарица, интегрални пиринач, орашасти плодови и сунцокретове семенке.
- Од воћа је важно уносити агруме (лимун, мандарине, поморанџе) као и банане, јагоде и шљиве, а препоручује се и већи унос шаргарепе и паприке.
- Саветује се коришћење маслиновог уља, рибљег уља, млечних производа са додатком пробиотских култура и зелени чај.[4]

## Лечење
- Углавном траје доживотно
- У неким случајевима није потребно лечење
- Обавезно је редовно праћење болести уз повремене контроле
- Медикаментозна терапија
- Промена животних навика: увођење правилне исхране и физичке активности и уношење довољно течности
- Суплементација: увођење витамина Д3 и селена.[6][3]